# Cody Blanshan
Cody Blanshan (né le 14 février 1984 à Fort Wayne en Indiana aux États-Unis) est un joueur professionnel américain de hockey sur glace.

## Carrière de joueur
Blanshan fut repêché par les Islanders de New York en 2003 après sa première année universitaire. L'année suivante, il se joint aux Tigers de Medicine Hat de la Ligue de hockey de l'Ouest au Canada pour les 2 saisons suivantes. L'année 2005 marqua son entrée en scène au niveau professionnel. Il est un joueur régulier de l'ECHL, ne réussissant qu'à jouer quelques parties dans la Ligue américaine de hockey.
Pour la saison 2007-2008, il rejoint les rangs des RiverKings de Memphis dans la Ligue centrale de hockey où il y inscrivit 20 points en 63 parties. Lors de la saison suivante, il ne joua que très peu dans l'ECHL et la LCH.

## Statistiques
| Saison    | Équipe                    | Ligue          |    | Saison régulière | Saison régulière | Saison régulière | Saison régulière | Saison régulière |   | Séries éliminatoires | Séries éliminatoires | Séries éliminatoires | Séries éliminatoires | Séries éliminatoires |
| Saison    | Équipe                    | Ligue          | PJ | B                | A                | Pts              | Pun              | PJ               | B | A                    | Pts                  | Pun                  |                      |                      |
| 2001-2002 | Stampede de Sioux Falls   | USHL           | 55 | 3                | 13               | 16               | 150              | 3                | 0 | 0                    | 0                    | 5                    |                      |                      |
| 2002-2003 | Mavericks d'Omaha         | NCAA           | 38 | 0                | 5                | 5                | 103              | -                | - | -                    | -                    | -                    |                      |                      |
| 2003-2004 | Tigers de Medicine Hat    | LHOu           | 70 | 4                | 7                | 11               | 88               | 20               | 2 | 3                    | 5                    | 30                   |                      |                      |
| 2004      | Tigers de Medicine Hat    | Coupe Memorial | -  | -                | -                | -                | -                | 4                | 1 | 1                    | 2                    | 8                    |                      |                      |
| 2004-2005 | Tigers de Medicine Hat    | LHOu           | 69 | 6                | 21               | 27               | 115              | 11               | 1 | 4                    | 5                    | 14                   |                      |                      |
| 2005-2006 | Grrrowl de Greenville     | ECHL           | 59 | 12               | 15               | 27               | 109              | 4                | 1 | 0                    | 1                    | 27                   |                      |                      |
| 2005-2006 | Admirals de Norfolk       | LAH            | 7  | 0                | 0                | 0                | 17               | -                | - | -                    | -                    | -                    |                      |                      |
| 2006-2007 | Steelheads de l'Idaho     | ECHL           | 14 | 1                | 2                | 3                | 52               | -                | - | -                    | -                    | -                    |                      |                      |
| 2006-2007 | Nailers de Wheeling       | ECHL           | 54 | 3                | 14               | 17               | 82               | -                | - | -                    | -                    | -                    |                      |                      |
| 2007-2008 | RiverKings du Mississippi | LCH            | 63 | 2                | 18               | 20               | 118              | 3                | 0 | 0                    | 0                    | 6                    |                      |                      |
| 2008-2009 | Jackals d'Elmira          | ECHL           | 5  | 0                | 1                | 1                | 17               | -                | - | -                    | -                    | -                    |                      |                      |
| 2008-2009 | Lynx d'Augusta            | ECHL           | 9  | 0                | 1                | 1                | 35               | -                | - | -                    | -                    | -                    |                      |                      |
| 2008-2009 | Rush de Rapid City        | LCH            | 6  | 0                | 0                | 0                | 6                | -                | - | -                    | -                    | -                    |                      |                      |